# Neuzelle
Neuzelle (lågsorbiska: Nowa Cala) är en kommun (tyska: Gemeinde) i Tyskland.  Orten ligger 7 km söder om Eisenhüttenstadt, i Landkreis Oder-Spree i förbundslandet Brandenburg, och har även givit namn åt kommunalförbundet Amt Neuzelle, där Neuzelles kommun ingår.  Neuzelle är framförallt berömt för sitt kloster, Kloster Neuzelle, och klosterbryggeriet Klosterbrauerei Neuzelle.

## Geografi

### Administrativ indelning
Kommunen Neuzelle består sedan 2003 av 12 orter som utgör Ortsteile. De var alla tidigare självständiga kommuner som giock samman 2001 och 2003.
- Bahro, by med cirka 100 invånare som tillhört klostret; här odlades tidigare vin, hampa och lin. (2001)
- Bomsdorf, by med gods som tillhörde familjen von Bomsdorff. (2001)
- Göhlen, by med cirka 170 invånare. (2001)
- Henzendorf, by med 149 invånare. (2001)
- Kobbeln (2001)
- Möbiskruge, cirka 350 invånare. (2001)
- Neuzelle, cirka 2 000 invånare. (2001)
- Ossendorf (2003)
- Schwerzko an der Dorche, by med 155 invånare. (2001)
- Steinsdorf (2001)
- Streichwitz; här fanns tidigare vinodlingar, idag skogsbruk. (2001)
- Treppeln ligger vid Naturpark Schlaubetal. (2001)

## Historia
Ortens nuvarande namn, Neuzelle, tidigare även skrivet Neu Zelle (latin: Nova Cella), kommer från det år 1268 grundade Kloster Neuzelle som tillhörde cistercienserorden. Klostret grundades som en ny koloni av munkar från klostret Altzella (Cella) i Nossen, Sachsen. Orten Neuzelle kallades Sławin före klostrets grundande på de lokala slovinciska och lågsorbiska dialekterna.  De flesta byarna i kommunen lydde under klostret under medeltiden.

## Kultur och sevärdheter

### Kulturminnesmärkta byggnader
- Alte Brennerei i Neuzelle
- Gut Bomsdorf, gods som numera är gästgiveri, med en 10 hektar stor park.
- Kloster Neuzelle, kloster grundat 1268 och senare ombyggt i barockstil, Mark Brandenburgs största kloster från barockepoken.
- Gotisk försvarskyrka i Möbiskruge från 1300-talet.
- Kvarnen i Schwerzko från 1400-talet.  Kvarnhjulet, med en diameter på 3,2 meter, är fortfarande fullt fungerande.

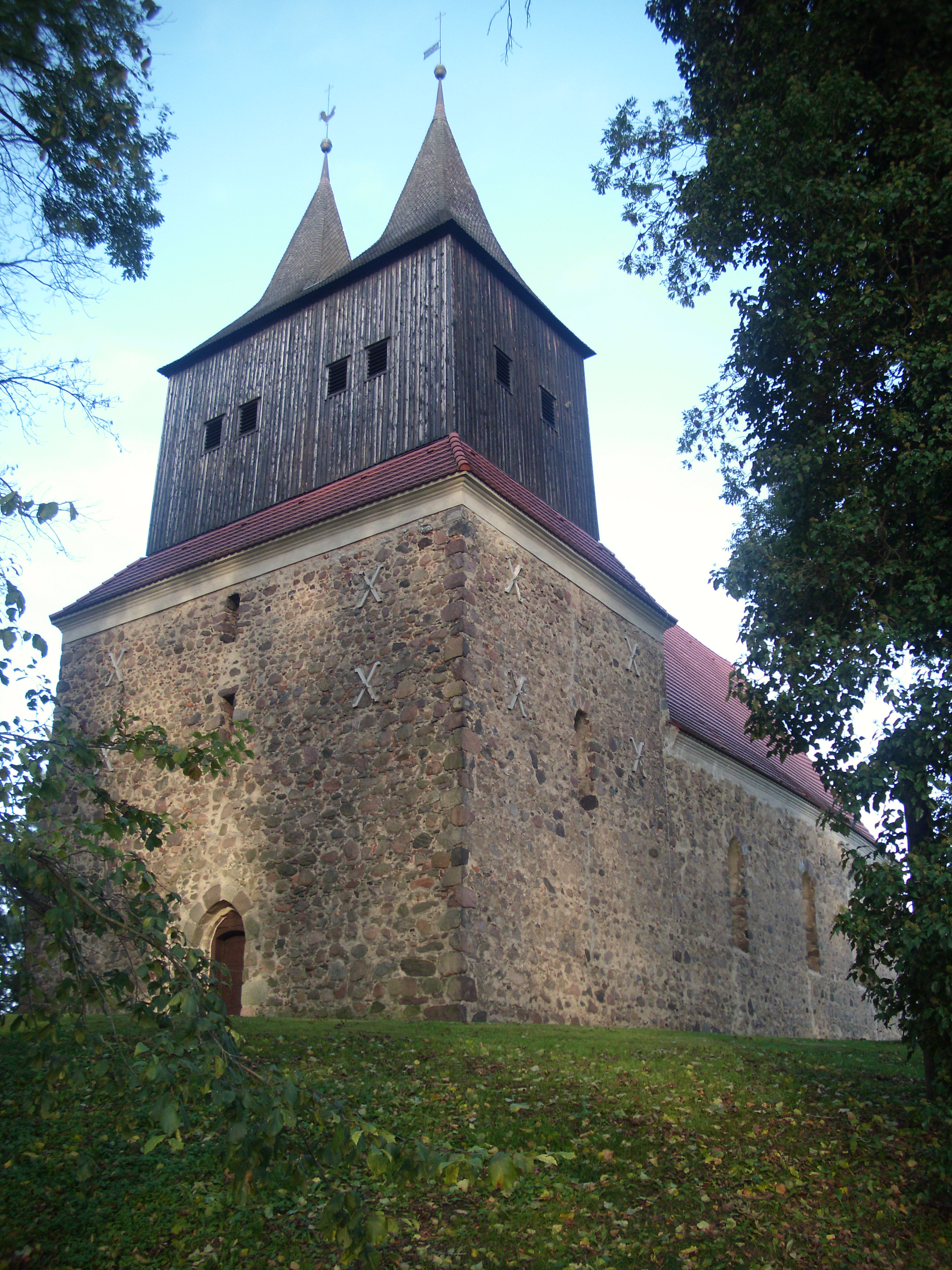
Möbiskruges medeltida försvarskyrka
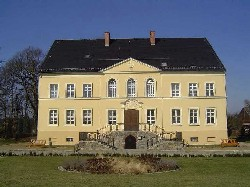
Godset Bomsdorf
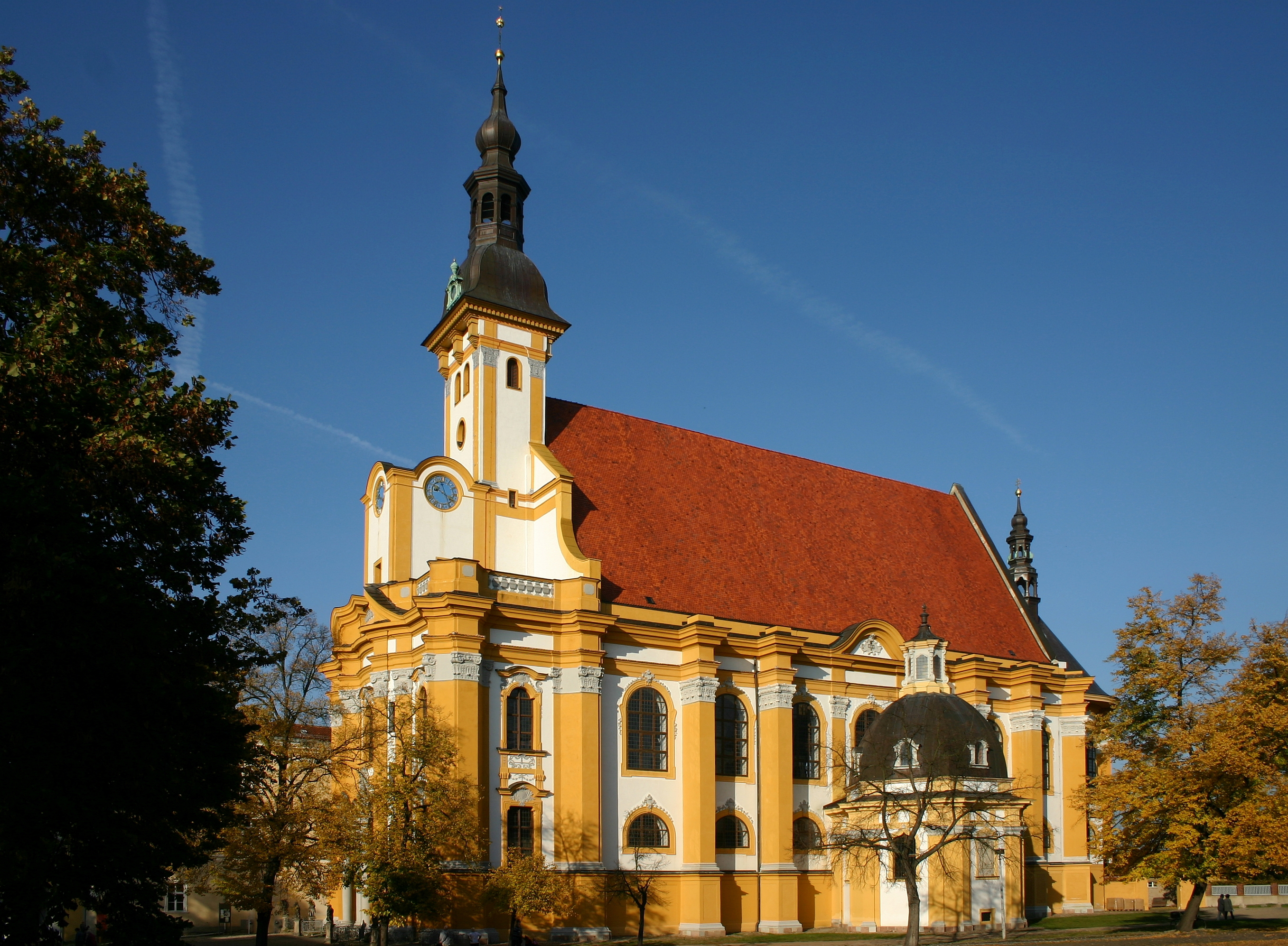
Klosterkyrkan i Neuzelle

### Evenemang
- Oper Oder-Spree, årlig musikfestival i Landkreis Oder-Spree.

### Naturminnen
- Kobbelner Stein, flyttblock som flyttats till Kobbeln från Bornholm under den senaste istiden, 7,10 gånger 4,25 gånger 5,25 meter stort med en vikt på omkring 300 ton.

## Vänorter
- Langenberg, Nordrhein-Westfalen, Tyskland.